# کرنگا یلا (سینیتسا)
کرنگا یلا (به صربی: Krnja Jela) یک منطقهٔ مسکونی در صربستان است که در سینیتسا واقع شده‌است. کرنگا یلا ۴۷ نفر جمعیت دارد.